# Yūki Yamamoto
Yūki Yamamoto (山本 悠樹?, Yamamoto Yūki; Prefettura di Shiga, 6 novembre 1997) è un calciatore giapponese, centrocampista del Kawasaki Frontale.

## Carriera

### Club
Ha giocato nella prima divisione giapponese.

### Nazionale
Nel 2019 ha vinto una medaglia d'oro alle Universiadi.

## Statistiche

### Presenze e reti nei club
Statistiche aggiornate al 3 dicembre 2023.
| Stagione                         | Club                             | Campionato                       | Campionato | Campionato | Coppe nazionali | Coppe nazionali | Coppe nazionali | Coppe continentali | Coppe continentali | Coppe continentali | Altre coppe | Altre coppe | Altre coppe | Totale | Totale |
| Stagione                         | Club                             | Comp                             | Pres       | Reti       | Comp            | Pres            | Reti            | Comp               | Pres               | Reti               | Comp        | Pres        | Reti        | Pres   | Reti   |
| -------------------------------- | -------------------------------- | -------------------------------- | ---------- | ---------- | --------------- | --------------- | --------------- | ------------------ | ------------------ | ------------------ | ----------- | ----------- | ----------- | ------ | ------ |
| 2016                             | Kwansei Gakuin Daigaku           | -                                | -          | -          | CG              | 2               | 1               | -                  | -                  | -                  | -           | -           | -           | 2      | 1      |
| 2018                             | Kwansei Gakuin Daigaku           | -                                | -          | -          | CG              | 3               | 1               | -                  | -                  | -                  | -           | -           | -           | 3      | 1      |
| 2019                             | Kwansei Gakuin Daigaku           | -                                | -          | -          | CG              | 1               | 0               | -                  | -                  | -                  | -           | -           | -           | 1      | 0      |
| Totale Kwansei Gakuin University | Totale Kwansei Gakuin University | Totale Kwansei Gakuin University | -          | -          |                 | 6               | 2               |                    | -                  | -                  |             | -           | -           | 6      | 2      |
| 2020                             | Gamba Osaka                      | J1                               | 27         | 2          | CG+CdL          | 2+3             | 0               | -                  | -                  | -                  | -           | -           | -           | 32     | 2      |
| 2020                             | Gamba Osaka U-23                 | J3                               | 2          | 0          | -               | -               | -               | -                  | -                  | -                  | -           | -           | -           | 2      | 0      |
| 2021                             | Gamba Osaka                      | J1                               | 28         | 0          | CG+CdL          | 2+2             | 0               | ACL                | 3                  | 0                  | SG          | 1           | 0           | 36     | 0      |
| 2022                             | Gamba Osaka                      | J1                               | 16         | 1          | CG+CdL          | 0+4             | 0+1             | -                  | -                  | -                  | -           | -           | -           | 20     | 2      |
| 2023                             | Gamba Osaka                      | J1                               | 26         | 0          | CG+CdL          | 1+6             | 0               | -                  | -                  | -                  | -           | -           | -           | 33     | 0      |
| Totale Gamba Osaka               | Totale Gamba Osaka               | Totale Gamba Osaka               | 97         | 3          |                 | 20              | 1               |                    | 3                  | 0                  |             | 1           | 0           | 121    | 4      |
| 2024                             | Kawasaki Frontale                | J1                               | 0          | 0          | CG+CdL          | 0               | 0               | -                  | -                  | -                  | SG          | 0           | 0           | 0      | 0      |
| Totale carriera                  | Totale carriera                  | Totale carriera                  | 99         | 3          |                 | 26              | 3               |                    | 3                  | 0                  |             | 1           | 0           | 129    | 6      |

## Palmarès

### Club

#### Competizioni nazionali
- Supercoppa del Giappone: 1

Kawasaki Frontale: 2024

### Nazionale
- Universiade: 1

2019